# Степанов, Николай Сергеевич
Степанов Николай Сергеевич (30 апреля 1936, Верхнее Байгулово) — советский и российский ученый в области физики, доктор физико-математических наук (1978), профессор (1979), заслуженный деятель науки РСФСР (1987), вице-президент Нижегородского физического общества.

## Биография
Родился 30 апреля 1936 года в деревне Верхнее Байгулово. Отец — Сергей Степанович, мать — Олимпиада Петровна.
В 1958 году окончил радиофизический факультет Горьковского государственного университета, там же аспирантуру в 1961 году.
С 1961 года работал в Горьковском государственном университете, заведовал кафедрой общей физики с 1966 по 2004 годы. С 2004 года — профессор кафедры общей физики.

## Научная деятельность
Область научных интересов — волновые процессы в нестационарных средах, радиооптика, физика плазмы, лазерная физика.
Под его руководством защищены 4 докторских и более 20 кандидатских диссертаций. Автор свыше 200 научных публикаций.